# Polenta dolce (primo piatto)
La polenta dolce (localmente conosciuta anche come polenta neccia) è un primo piatto a base di farina di castagne, tipico delle zone appenniniche di Toscana ed Emilia-Romagna e del Monte Amiata, ma comunque conosciuto anche in altre parti d'Italia. Si prepara, inoltre, nell'isola di Corsica (pulenta castagnina).

## Descrizione
Si tratta di un piatto tipicamente autunnale, come le altre specialità che si possono preparare con la farina di castagne, come il castagnaccio, i necci, le frittelle, i manafregoli. A differenza dei piatti appena citati, i quali sono considerati di solito dei dessert, la polenta dolce è, in genere, un primo piatto o un piatto unico. Essa ha rappresentato per secoli, per le popolazioni dell'Appennino, l'elemento base della dieta e, in pratica, un vero e proprio “pane”. Si consuma, infatti, accompagnandola con vari altri alimenti, come formaggi (di solito pecorino o raviggiolo), ricotta, salumi, salsicce, costatine di maiale, uova fritte, biroldo, baccalà o aringhe.

## Preparazione[4]
Si prepara con lo stesso procedimento della più tipica polenta di mais, anche se rispetto a quest'ultima ha una consistenza più morbida. Dopo aver fatto bollire dell'acqua lievemente salata in un paiolo di rame, viene versata la farina di castagne tutta insieme, lasciando cuocere senza mescolare per circa 20 minuti, continuando poi la cottura per altri 10-20 minuti, mescolando fino ad ottenere un composto senza grumi. Si bagna poi una zuppiera con dell'acqua fredda e vi si versa la polenta che, una volta raffreddata,  viene solitamente rovesciata su una spianatoia e servita a fette tagliate con un filo. 
Può essere consumata con svariati companatici, o anche da sola. In Romagna, ad esempio, viene condita con un soffritto di pancetta tagliata a dadi e salsiccia sbriciolata. Successivamente, viene tagliata con un filo e servita con formaggio raviggiolo.

## Riconoscimenti
Regione Emilia-Romagna
- polenta di farina di castagne (in romagnolo Puleinta ad fareina ad castagne)[5]